# Cedar Valley (Oklahoma)
Cedar Valley es una ciudad ubicada en el condado de Logan en el estado estadounidense de Oklahoma. En el año 2010 tenía una población de 288 habitantes y una densidad poblacional de 	221,54 personas por km².

## Geografía
Cedar Valley se encuentra ubicada en las coordenadas 35°51′37″N 97°33′47″O / 35.860246, -97.562987.

## Demografía
Según la Oficina del Censo en 2000 los ingresos medios por hogar en la localidad eran de $53,125 y los ingresos medios por familia eran $54,375. Los hombres tenían unos ingresos medios de $60,833 frente a los $41,250 para las mujeres. La renta per cápita para la localidad era de $26,766. Alrededor del 0% de la población estaban por debajo del umbral de pobreza.